# Regen (fiume)
Il Regen (in ceco: Řezná; in bavarese: Reng) è un fiume della Baviera (Germania), affluente di sinistra del Danubio. La sorgente del suo ramo principale, il Grosser Regen (Grande Regen), si trova nella Selva Boema nel territorio della Repubblica Ceca, presso Železná Ruda. Dopo pochi chilometri il fiume attraversa il confine, a Bayerisch Eisenstein.
A Zwiesel il Grosser Regen si unisce al Kleiner Regen (Piccolo Regen) e insieme formano lo Schwarzer Regen (Regen Nero). Questo scorre attraverso Regen e Viechtach e si unisce poi al Weisser Regen (Regen Bianco, che nasce dal Kleiner Arbersee) a Bad Kötzting. Da qui in poi il fiume viene chiamato Regen.
La valle del Regen forma la valle principale della Foresta bavarese; molti insediamenti tra le montagne sorgono lungo il fiume tra i quali Cham e Ratisbona (ted.: Regensburg). A Ratisbona il Regen confluisce nel Danubio a 325 m. s.l.m.
La lunghezza complessiva del Regen, includendo il Grosser Regen e il Weisser Regen è di 169 chilometri.

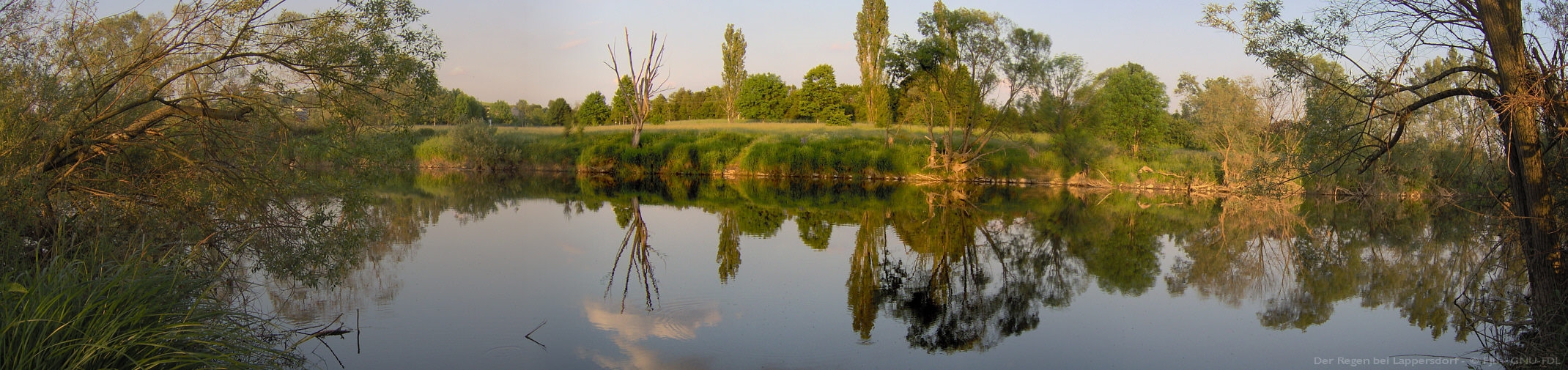
Panorama: Il fiume Regen presso Lappersdorf